# The Kids Are Alright (sång)
The Kids Are Alright är en låt skriven av Pete Townshend, och framförd av The Who. Låten lanserades först på gruppens debutalbum My Generation i december 1965. Mer än sex månader senare släpptes den på singel. Vid det laget hade gruppen bytt skivbolag från Brunswick till Reaction Records och hjälpte inte till att marknadsföra låten. Detta gjorde att den inte nådde hög placering på singellistan i Storbritannien. I Sverige blev låten dock en mycket större framgång. Trots att den inte nådde så hög brittisk singelplacering blev låten mycket populär bland mods, och räknas till gruppens populäraste låtar.
När låten släpptes i USA var det i en mycket kortare version där den ursprungligen långa instrumentala mellansektionen nästan helt var borttagen. Låten finns med på samlingsskivan Meaty Beaty Big & Bouncy (1971). Låttiteln gav 1979 namn åt en konsertfilm med gruppen, The Kids Are Alright.
The Offsprings låt The Kids Aren't Alright från 1998 åsyftar denna låt.

## Listplaceringar
- UK Singles Chart, Storbritannien: #41
- Kvällstoppen, Sverige: #8[1]
- Tio i topp, Sverige: #2[2]